# Café de la Loge
Le Café de la Loge est un café-restaurant situé à Salses-le-Château, dans les Pyrénées-Orientales. Construit au XIXe siècle, il se distingue par sa décoration intérieure.

## Localisation
Le Café de la Loge est situé dans le centre-ville de Salses-le-Château, au n°38 de l'avenue Xavier LLoberes, tronçon de la route D87 qui traverse la ville du nord vers le sud. L'église Saint-Étienne se trouve à quelques dizaines de mètres à l'ouest.

## Histoire
Le Café de la Loge est construit dans le dernier quart du XIXe siècle. Il fait l'objet d'une inscription des monuments historiques depuis le 23 mai 2014.
Le restaurant actuel propose de la cuisine traditionnelle catalane. Il reçoit la Médaille du tourisme en 2006. 
Septembre 2000 le chef catalan Jean Louis Perrié et sa compagne Christine Escaré deviennent propriétaires du Café de la loge qu'ils exploitent depuis 1995 et entreprennent d'importants travaux de renovation (façades, toiture, cave et étages) tombés sous le charme de cet endroit ils decident de le faire placer sous la protection des Monuments Historiques en 2013 et leur demande aboutira le 23 mai 2014. S'en suivra ensuite la création d'une devanture dans l'esprit du 19e siècle avec l'aide de la DRAC de Montpellier et création d'une salle d'exposition au premier étage. Depuis chaque année le Café de la loge participe activement aux Journées Européennes du Patrimoine.

## Architecture
La façade extérieure est simple et fonctionnelle. L'intérieur du café, au rez-de-chaussée du bâtiment, consiste en une grande pièce rectangulaire, au fond de laquelle se trouvent deux volées d’escalier menant aux étages. Les murs sont richement décorées de panneaux et de glaces de styles divers, avec par exemple des putti Renaissance, des arabesques de style Régence et des trophées inspirés du style Louis XVI. Les moulures au plafond et les cariatides sont de style Grand Siècle (XVIIe siècle français).

## Galerie

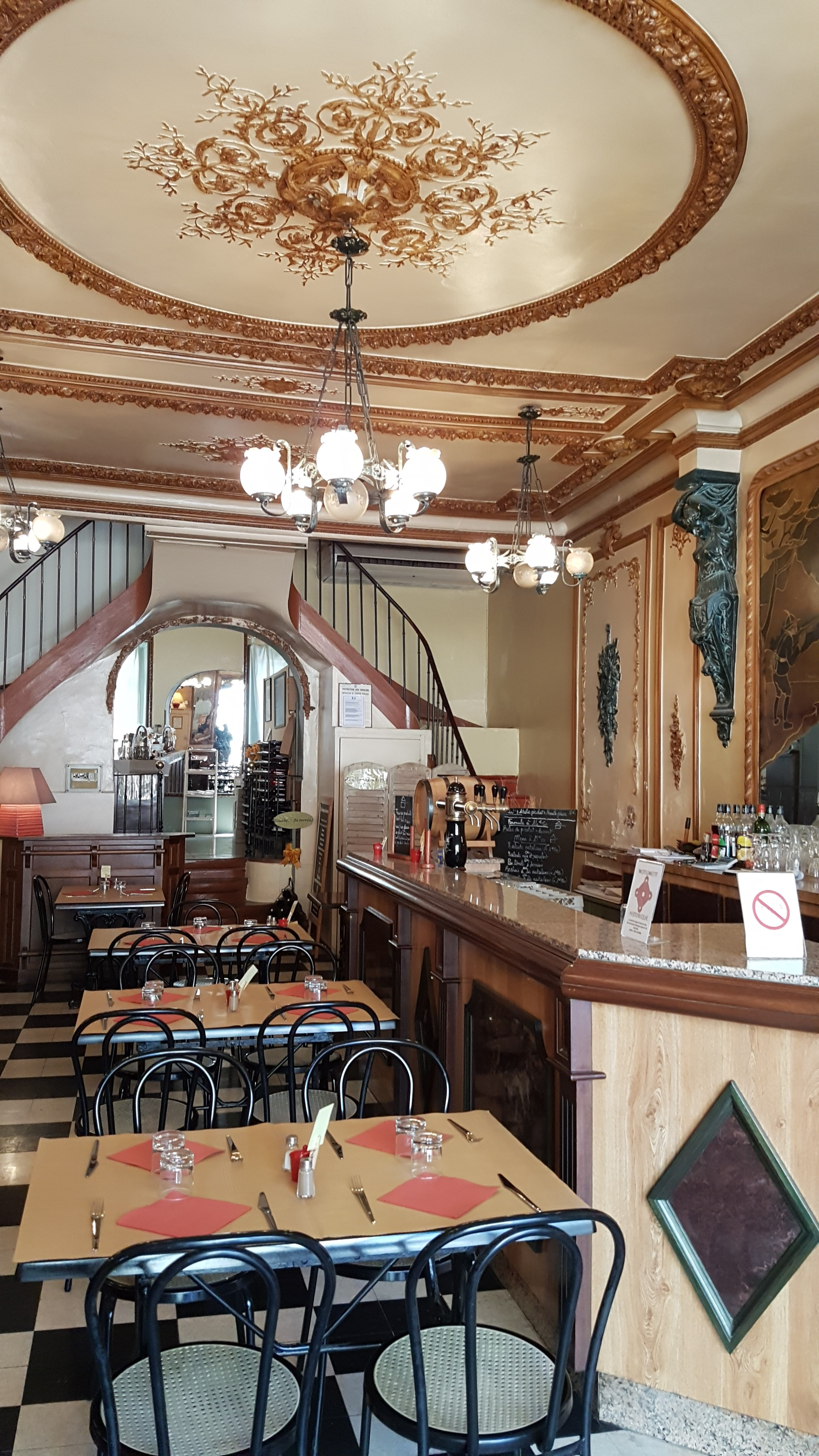
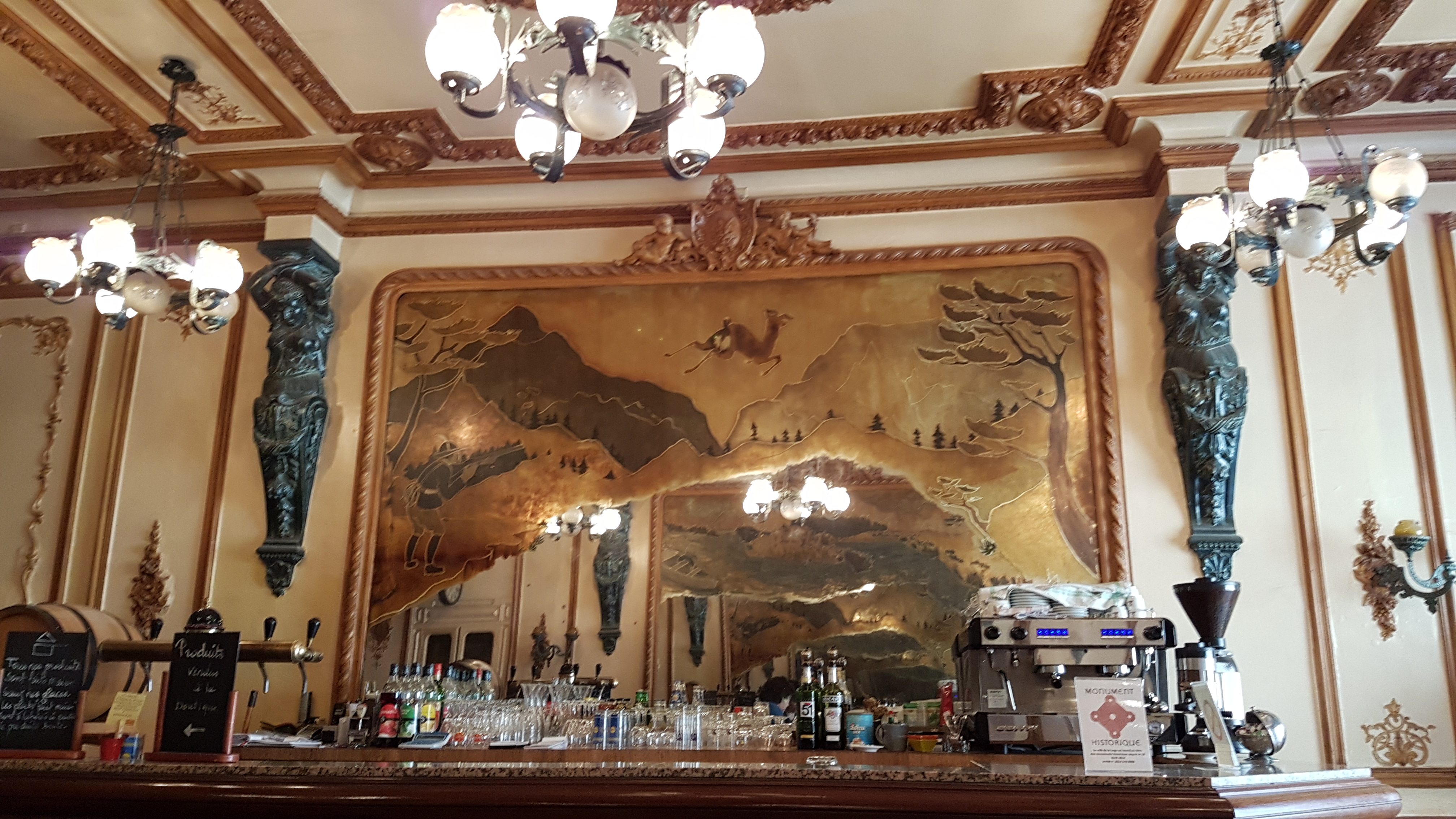
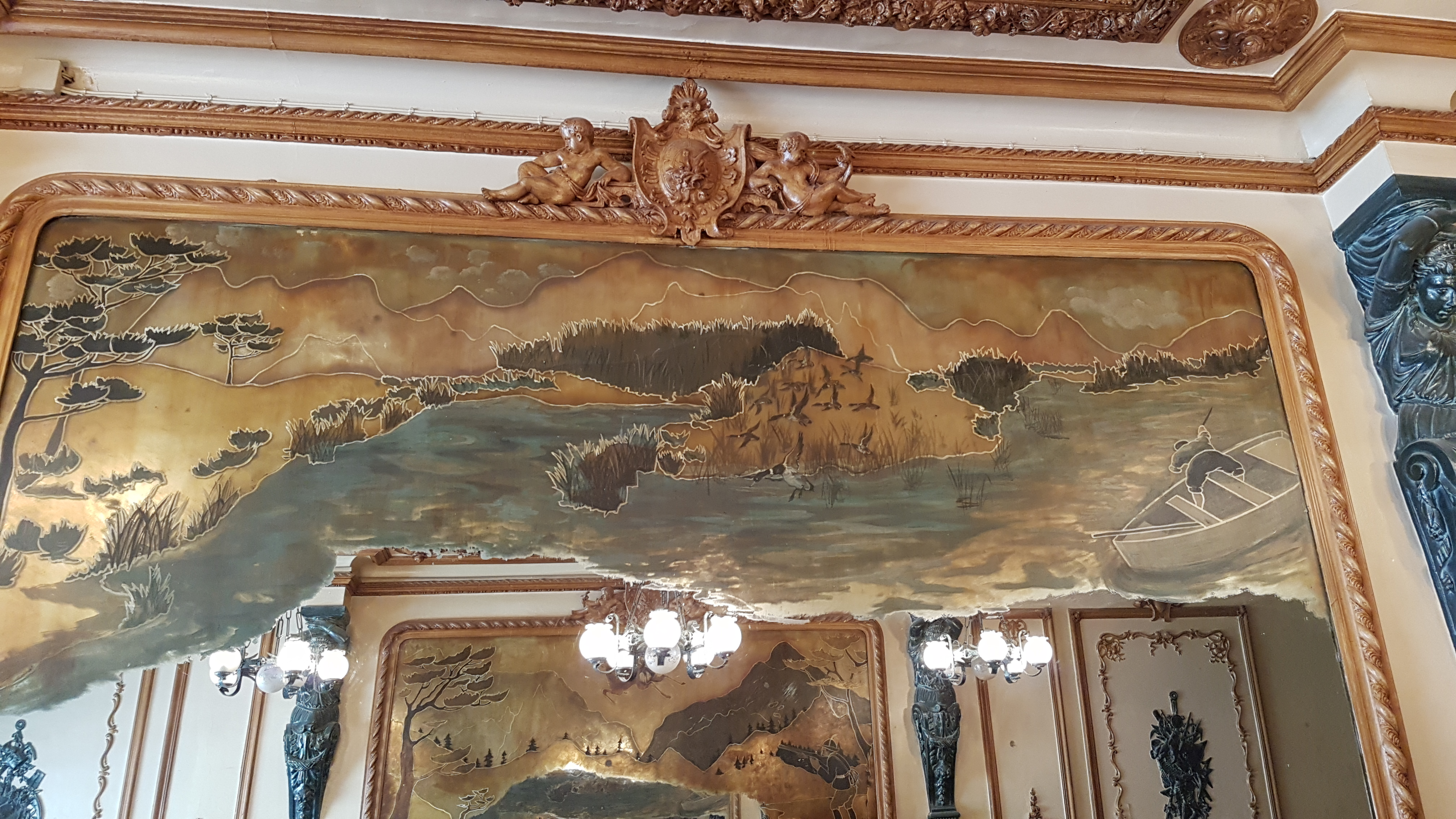
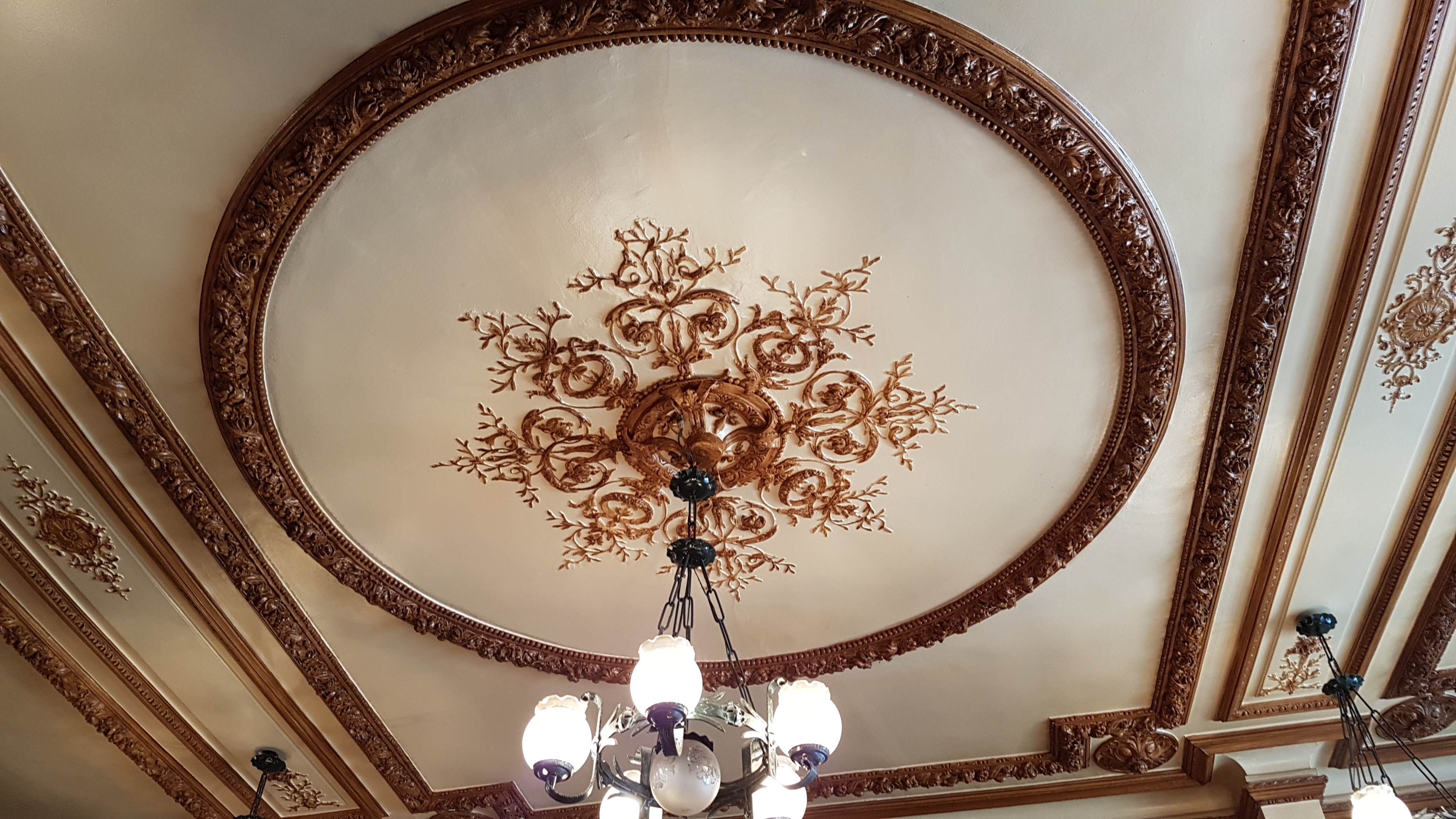

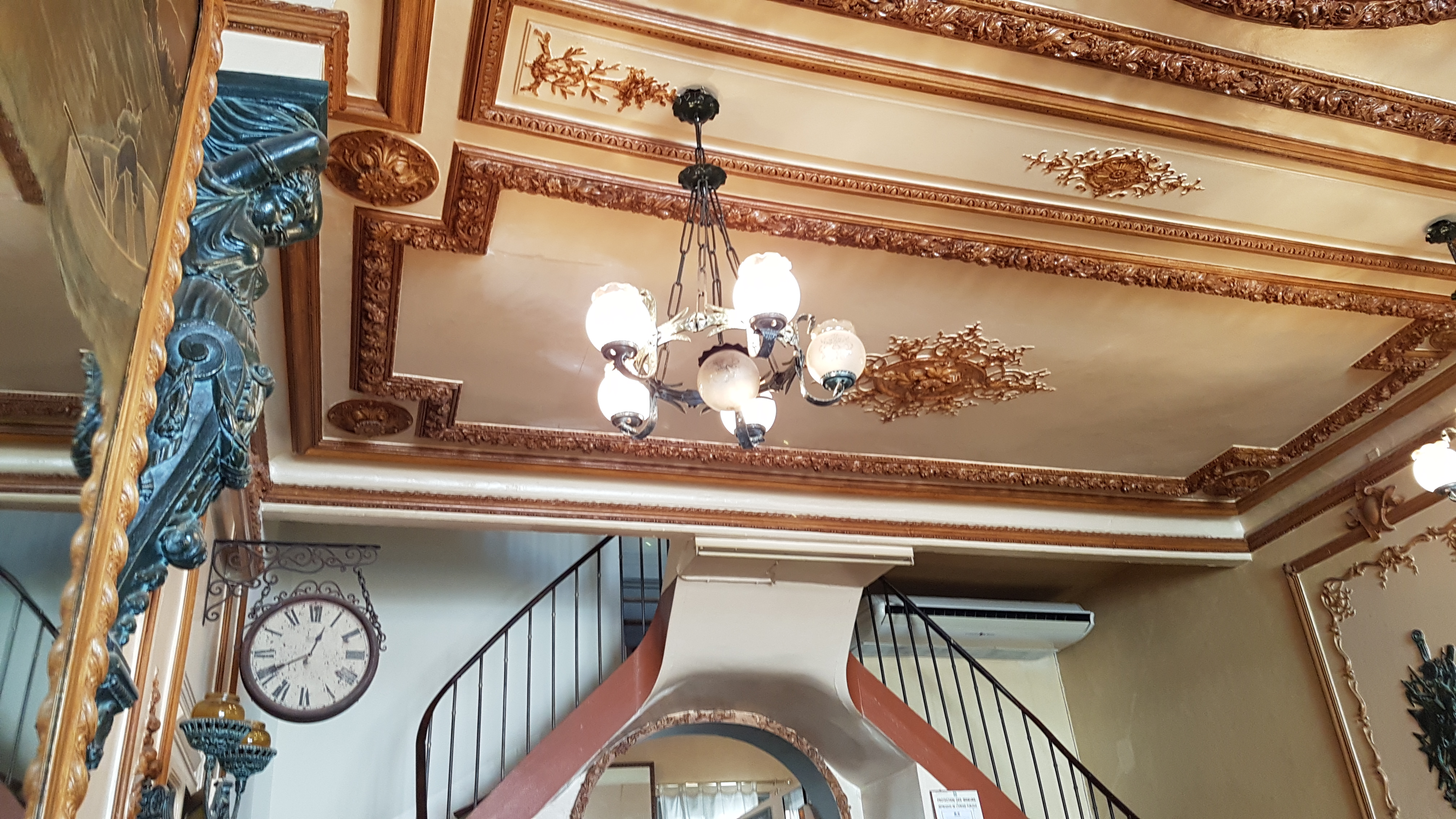
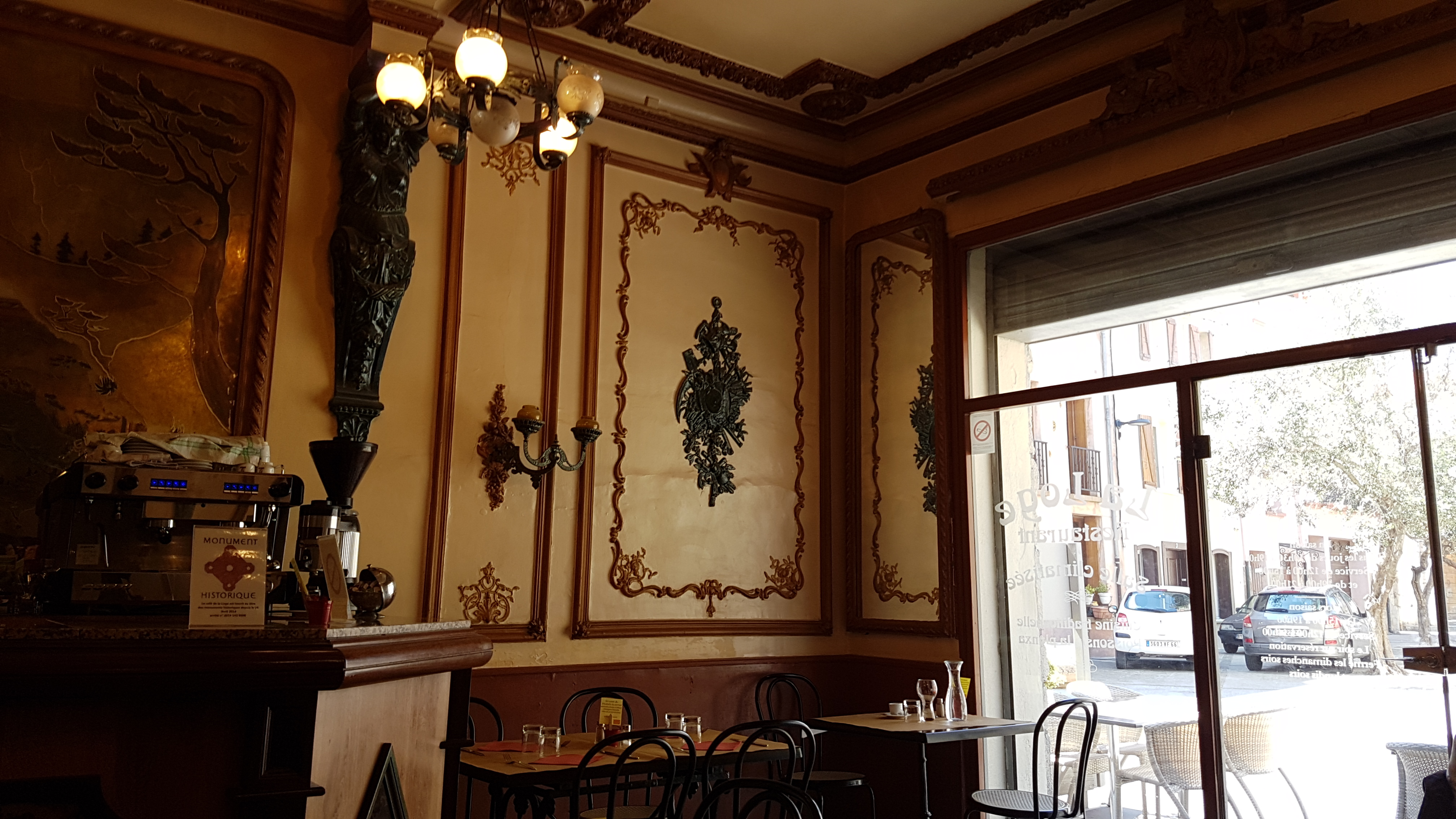
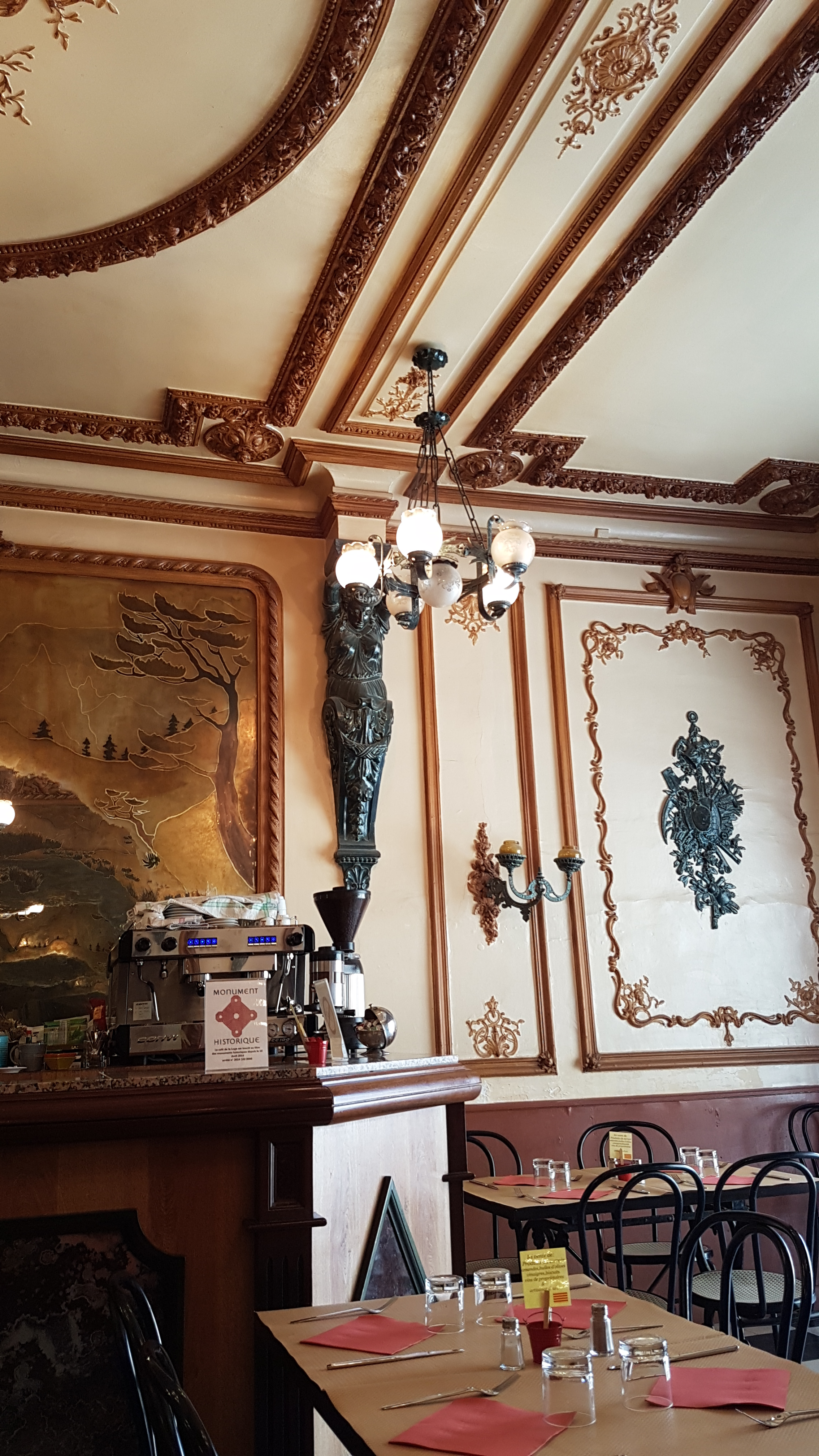